# Lapeirousia otaviensis
Lapeirousia otaviensis är en irisväxtart som beskrevs av Robert Crichton Foster. Lapeirousia otaviensis ingår i släktet Lapeirousia och familjen irisväxter.
Artens utbredningsområde är Namibia. Inga underarter finns listade i Catalogue of Life.